# George Beattie
George Beattie (n. 28 mai 1877, Montréal, provincia Québec, Canada – d. 6 aprilie 1953, Hamilton, Ontario, Canada) a fost un trăgător de tir ce a reprezentat Canada, medaliat olimpic. A participat la două ediții ale Jocurilor Olimpice (1908, 1924) în care a câștigat 3 medalii de argint.